# Mattmars socken
Mattmars socken ligger i Jämtland, ingår sedan 1974 i Åre kommun och motsvarar från 2016 Mattmars distrikt.
Socknens areal är 223,80 kvadratkilometer, varav 203,00 land. År 2000 fanns här 574 invånare. Kyrkbyn Mattmar med sockenkyrkan Mattmars kyrka ligger i socknen. 

## Administrativ historik
Mattmars socken har medeltida ursprung. 
Vid kommunreformen 1862 överfördes ansvaret för de kyrkliga frågorna till Mattmars församling och för de borgerliga frågorna till Mattmars landskommun. Landskommunen inkorporerades 1952 i Mörsils landskommun som uppgick 1974 i Åre kommun. Församlingen uppgick 2006 i Västra Storsjöbygdens församling.
1 januari 2016 inrättades distriktet Mattmar, med samma omfattning som församlingen hade 1999/2000. 
Socknen har tillhört fögderier, tingslag och domsagor enligt vad som beskrivs i artikeln Jämtland. De indelta soldaterna tillhörde Jämtlands fältjägarregemente och Jämtlands hästjägarkår.

## Geografi
Mattmars socken ligger kring Indalsälven nordväst om Storsjön. Socknen har odlingsbygd utmed älven och vid sjön och är i övrigt en kuperad skogsbygd.
Europaväg 14 genomkorsar socknen i öst–västlig riktning. Från E14 vid Mattmars kyrka går länsväg 321 söderut mot Hallen och Svenstavik.

### Geografisk avgränsning
Mattmars socken gränsar i söder till Hallens socken. Gränsen mot denna går från den lilla Kvarnviken av Storsjön – alldeles vid Trångsvikens mynning – mot väster över Hammarnäset, genom Drevetjärnen och Stor-Drafsjön till Indalsälvens mynning vid Halabacken (som ligger i Mattmar socken). Gränsen går sedan strax norr om byn Faxan (i Hallens socken) västerut över Dammån och upp mot den nordligaste utlöparen av Oviksfjällen, nämligen Sällsjöfjället. Här ligger Järvdalsbodarna. Vid Järvdalen ligger ”tresockenröset” Hallen-Mattmar-Mörsil och gränsen viker här av dikt mot nordost och gränsar mot Mörsils socken. Den faller ut i Sällsjön och går sedan i huvudsak längs Storbodströmmen till Ockesjön (en del av Indalsälven). Gränsen går härifrån cirka fyra kilometer i ån Semlan och viker sedan mot nordost och går upp till triangelpunkten Kungsbacken (426 meter över havet) på Högåsen. Socknen gränsar här mot Alsens socken i Krokoms kommun. Sockengränsen går mot sydost och faller ut i Trångsviken av Storsjön på en punkt cirka två kilometer väster om tätorten Trångsviken.

Sockenvapen

### Byar
Större byar inom socknen är Offne, Hållbacken, Tossberg, Kluk (med den så kallade Droppstenen vid torpet Backtorpet), Kvitsle, Mällbyn (kyrkby), Bye Halabacken samt Ytterocke.

## Fornlämningar
Man har funnit omkring 15 gravhögar. Dessa är från yngre järnåldern och är belägna i trakten av Mattmars kyrka. Vidare har man funnit över 200 fångstgropar. Dessutom finns ett par ödegårdar från medeltiden. Det finns slaggrester från lågteknisk järnframställning.

## Namnet
Namnet (1564 Matmar) kommer från bygden vid kyrkan so fått sitt namn av en tjärn numera kallad Mattmartjärnen. Förleden innehåller mat syftande på gott om fisk. Efterleden är mar, 'grund och sumpig vik'. Tjärnen har tidigare under våren varit förbunden med Indalsälven och då full med fisk.

## Sockenvapen
Mattmars landskommun (1863–1951) var inte vapenförande vid sammanläggning med Mörsils landskommun 1 januari 1952. 2009 antogs ett sockenvapen för Mattmars socken av Mattmars hembygdsförening, som alltså inte officiellt fastställts för socknen. 
Blasoneringen (vapenbeskrivning) är: ”I fält av silver, en svart brinnande vårdkase med röda lågor stående på ett grönt treberg och åtföljd ovan av en av en tandskura med tre spetsar bildad blå ginstam.”

## Befolkningsutveckling
| Befolkningsutvecklingen i Mattmars socken 1750–1990                                                      | Befolkningsutvecklingen i Mattmars socken 1750–1990 | Befolkningsutvecklingen i Mattmars socken 1750–1990 | Befolkningsutvecklingen i Mattmars socken 1750–1990 | Befolkningsutvecklingen i Mattmars socken 1750–1990 |
| --- | --------------------------------------------------- | --------------------------------------------------- | --------------------------------------------------- | --------------------------------------------------- |
| |                                                     |                                                     |                                                     |                                                     |
| År |                                                     |                                                     | Folkmängd                                           |                                                     |
| 1750 | 1750                                                |                                                     | 386                                                 |                                                     |
| 1760 | 1760                                                |                                                     | 393                                                 |                                                     |
| 1769 | 1769                                                |                                                     | 421                                                 |                                                     |
| 1780 | 1780                                                |                                                     | 505                                                 |                                                     |
| 1790 | 1790                                                |                                                     | 440                                                 |                                                     |
| 1800 | 1800                                                |                                                     | 428                                                 |                                                     |
| 1810 | 1810                                                |                                                     | 487                                                 |                                                     |
| 1820 | 1820                                                |                                                     | 561                                                 |                                                     |
| 1830 | 1830                                                |                                                     | 563                                                 |                                                     |
| 1840 | 1840                                                |                                                     | 584                                                 |                                                     |
| 1850 | 1850                                                |                                                     | 629                                                 |                                                     |
| 1860 | 1860                                                |                                                     | 690                                                 |                                                     |
| 1870 | 1870                                                |                                                     | 766                                                 |                                                     |
| 1880 | 1880                                                |                                                     | 972                                                 |                                                     |
| 1890 | 1890                                                |                                                     | 1 163                                               |                                                     |
| 1900 | 1900                                                |                                                     | 1 274                                               |                                                     |
| 1910 | 1910                                                |                                                     | 1 304                                               |                                                     |
| 1920 | 1920                                                |                                                     | 1 329                                               |                                                     |
| 1930 | 1930                                                |                                                     | 1 203                                               |                                                     |
| 1940 | 1940                                                |                                                     | 1 149                                               |                                                     |
| 1950 | 1950                                                |                                                     | 1 133                                               |                                                     |
| 1960 | 1960                                                |                                                     | 919                                                 |                                                     |
| 1970 | 1970                                                |                                                     | 681                                                 |                                                     |
| 1980 | 1980                                                |                                                     | 666                                                 |                                                     |
| 1990 | 1990                                                |                                                     | 653                                                 |                                                     |
| Anm: Källor: Umeå universitet - Tabellverket 1749-1859, Demografiska databasen, CEDAR, Umeå universitet. |                                                     |                                                     |                                                     |                                                     |